# Bihar (ciutat)

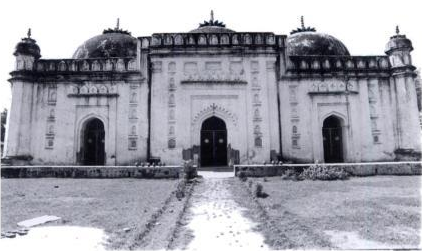
Mesquita Bukhari

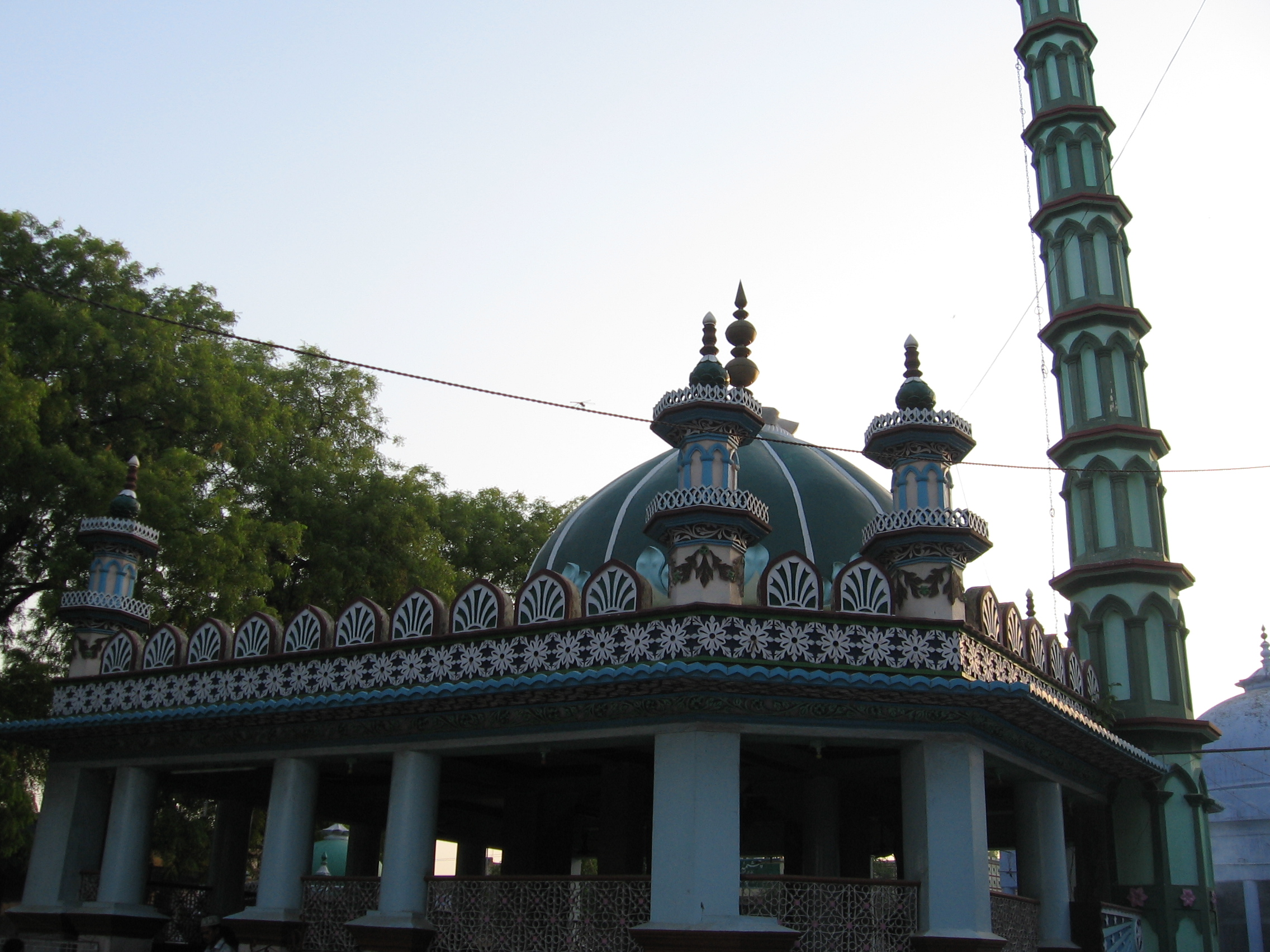
Badi Dargah

Bihar o Bihar Sharif (hindi: बिहार शरीफ), és una ciutat i municipi de l'Índia a l'estat de Bihar, capital del districte de Nalanda, situada a la riba del Panchana, amb una població de 231.972 habitants (2001) que eren 48.968 habitants el 1881 i 45.063 habitants el 1901. Està a 80 km de Patna i a 13 de les ruïnes de Nalanda.

## Història
Al segle x la dinastia Pala hi va tenir residència. Bihar Sharif fou capital dels governadors musulmans de Bihar entre els segles xiii i XVI, sent un notable centre cultural. El nom derivava del sànscrit vihara, escola d'ensenyament budista. Les vihares foren utilitzades per turcs i afganesos com a quarters militars. Sher Shah Suri va traslladar la capital de Bihar a Patna. Fou declarada municipalitat el 1869.

## Llocs destacats
A la ciutat hi ha un pilar de la dinastia Gupta i diverses mesquites musulmanes a més de tombes. Al costat hi ha les restes d'Odantapuri, una gran vihara budista. Altres monuments són:
- Tomba de Malik Ibrahim Vaya, a Bari Pahari, i al costat les ruïnes de la suposada presó de Jarasandh, un rei de Magadha.
- Tomba del sant Baba Maniram.
- Mesquita de Makhdum Shah Sharif al-Din, santó musulmà del segle XIV
- Pawapuri a 7 km a sud, lloc sagrat dels jainistes, amb els temples de God Mahavir.
- Ruïnes de la universitat budista de Nalanda a uns 15 km, una de les grans universitats de l'edat mitjana fins al final del segle xii en què fou destruïda per Muhammad Khalji quan va conquerir Bihar al servei de Qutb-ad-Din Àybak general gúrida a Delhi (després sultà) el 1193.
- Rajgrih (Rajgir), a 28 km amb diversos temples i pagodes i un bonic entorn natural.
- Bangpur